# Khoren Gevor
Khoren Gevor (eigentlich Choren Geworgjan, armenisch Խորեն Գեվորգյան; * 16. März 1980 in Etschmiadsin) ist ein ehemaliger armenischer Profiboxer. Er trainiert zudem seinen Stiefsohn Noel Gevor.

## Karriere
Nach einer Amateurkarriere mit 72 Siegen in 75 Kämpfen und sechs armenischen Meistertiteln wechselte Gevor im Jahr 2000 in das Profilager. Er wurde in Deutschland vom Hamburger Boxstall Universum Box-Promotion unter Vertrag genommen. Sein Trainer war Fritz Sdunek. Khoren Gevor ist für seine Technik und Beweglichkeit bekannt.
Seine ersten zwei Niederlagen musste Gevor 2002 in zwei Kämpfen um die Internationale Deutsche Meisterschaft im Halbmittelgewicht gegen den Tschechen Lukáš Konečný hinnehmen. Beide Kämpfe verlor er aufgrund von Platzwunden über den Augen, die durch Kopfstöße des Tschechen verursacht wurden. Seitdem erkämpfte er sich die Intercontinental-Titel der Verbände WBO, IBF und den Europameistertitel EBU im Mittelgewicht und schlug Boxer wie Sergej Tatevosyan, Gustavo Magallanes, Franck Mezaache und Rafael Sosa Pintos.
Am 18. August 2007 boxte er in Berlin gegen seinen Landsmann Arthur Abraham um die IBF-Weltmeisterschaft im Mittelgewicht und verlor durch K. o. gegen Ende der elften Runde. Nach starkem Beginn schien er den Kampf zu dominieren und führte bis zur 10. Runde nach Punkten.
Seitdem hat Gevor Nicolas Perillo und Samir Barbosa bezwungen. Gevor hat inzwischen die deutsche Staatsbürgerschaft beantragt.
Am 28. November 2008 bezwang Khoren den Finnen Amin Asikainen durch technischen K. o. in der siebten Runde und erkämpfte sich dadurch die Europameisterschaft im Mittelgewicht. Der Kampf fand in der Hartwall Areena von Helsinki/Finnland vor knapp 10.000 Zuschauern statt. Es war die größte Boxveranstaltung, die die Finnen seit etwa 20 Jahren gesehen hatten.
Am 11. Juli 2009 unterlag Gevor gegen Felix Sturm nach einer einstimmigen Punktentscheidung. In einem Aufbaukampf folgte ein Punktsieg am 9. Januar 2010 gegen den Brasilianer Jeferson Luis Goncalo. Anschließend unterlag Gevor nach Punkten am 31. Juli 2010 gegen Dimitri Sartison um den WBA World Supermittelgewicht Titel.
Am 9. April 2011 trat er um den WBO-Weltmeistertitel gegen Robert Stieglitz an. Nachdem Gevor durch unsaubere Aktionen während des Kampfes auffiel und bereits verwarnt worden war, gingen beide Boxer in der zehnten Runde nach einem Kopfstoß beim anschließenden Klammern zu Boden. Stieglitz zog sich dabei eine Platzwunde über dem rechten Auge zu. Gevor wurde daraufhin vom Ringrichter Manfred Küchler disqualifiziert, woraufhin Gevor für einen Eklat sorgte, indem er Küchler angriff und von Offiziellen und Betreuern aus der Halle geführt werden musste. Nach dem Vorfall wurde Gevor vom Bund Deutscher Berufsboxer für sechs Monate gesperrt. Darüber hinaus muss er eine Geldstrafe von 5100 € bezahlen. Gevor hatte sich zwei Tage nach dem Eklat persönlich bei Küchler entschuldigt. Nach Angaben des BDB-Präsidenten Thomas Pütz sei die Strafe nicht härter ausgefallen, weil Manfred Küchler Gevors Entschuldigung akzeptiert und keine schwerwiegenderen Sanktionen gefordert habe. „Darüber hinaus haben wir in die Entscheidung natürlich einfließen lassen, dass Khoren sich einsichtig zeigt und seine Aktion bereut. Außerdem ist er uns über Jahre als tadelloser Sportsmann bekannt, insofern gehen wir von einer Affekthandlung aus und haben das Strafmaß dementsprechend angesetzt.“
Die Strafe wurde dann auf drei Monate reduziert, um Gevor eine weitere Titelchance zu ermöglichen.
Gevor kämpfte am 15. Juli 2011 in Göppingen in der EWS Arena gegen Titelverteidiger Nikola Sjekloća um den WBC International Super Mittelgewichtsgürtel. Gevor konnte in den ersten Runden gegen den größeren Gegner, der technisch besser war, nicht punkten. In den letzten Runden nutzte Gevor seine Chancen in der Nahdistanz, wobei er durch unsaubere Aktionen auffiel. Der Kampf wurde einstimmig nach Punkten (115:114, 115:113 und 116:112) für Sjekloca gewertet.
Am 3. Oktober 2011 siegte er in den Niederlanden gegen den lettischen Meister Olegs Fedotovs durch TKO in Runde 6.
Am 10. Dezember 2011 boxte er in Mechernich gegen Baker Barakat, der hier vor Heimpublikum antrat. Bei diesem Kampf fungierte der Ringrichter Paji Peci gleichzeitig als alleiniger Punktrichter (GBA-Ring- & Punktrichter mit alleiniger Entscheidung). Kurz nach Verkündigung des Urteils, welches einen knappen Punktsieg für Barakat mit 58:57 bedeutete, attackierte Gevor den Ringrichter mit Schlägen, worauf sich inner- und außerhalb des Ringes eine wilde Auseinandersetzung entwickelte. Gevor ging auch auf Zuschauer los. Durch das Eingreifen von Barakat konnte verhindert werden, dass sich ein noch größerer Tumult entwickelte und es gelang den Sicherheitskräften, den wütenden Boxer aus der Halle zu geleiten. Im Nachhinein behauptete Gevor, den Punktzettel gesehen zu haben, auf welchem ein Unentschieden verzeichnet gewesen sei.
Khoren Gevors letzten Profikampf bestritt er am 5. November 2012 gegen Maxim Vlasov, wo er einstimmig nach Punkten verlor.

## Erfolge
- 3. Dezember 2005: Interkontinentaler Meister der WBO und IBF im Mittelgewicht
- 28. November 2008: Europameister der EBU im Mittelgewicht
- 18. August 2007: WM-Herausforderer der IBF gegen Arthur Abraham
- 11. Juli 2009: WM-Herausforderer der WBA gegen Felix Sturm
- 31. Juli 2010: WM-Herausforderer der WBA gegen Dimitri Sartison
- 9. April 2011: WM-Herausforderer der WBO gegen Robert Stieglitz

## Liste der Profikämpfe
|      |               |                                                                                     |                                           |            |                              |        |
| Jahr | Tag           | Gegner/Kampfziel                                                                    | Ort                                       | Ergebnis   | Typ                          | Runden |
| 2000 | 1. Oktober    | Zdenek Zubko                                                                        | Universum-Gym, Hamburg-Wandsbek           | Sieg       | TKO                          | 1      |
| 2000 | 5. Dezember   | Milan Smetana                                                                       | Universum-Gym, Hamburg-Wandsbek           | Sieg       | TKO                          | 1      |
| 2001 | 10. Februar   | Patrik Hruska                                                                       | Estrel Convention Center, Berlin-Neukölln | Sieg       | Punktsieg                    | 4/4    |
| 2001 | 7. April      | Zsolt Gyalog                                                                        | Universum-Gym, Hamburg-Wandsbek           | Sieg       | KO                           | 1      |
| 2001 | 28. Juli      | Peter Resour                                                                        | Estrel Convention Center, Berlin-Neukölln | Sieg       | Punktsieg                    | 6/6    |
| 2001 | 29. September | Ivan Vavrecan                                                                       | Universum-Gym, Hamburg-Wandsbek           | Sieg       | TKO                          | 1      |
| 2001 | 20. Oktober   | Tibor Horvath                                                                       | Rathenauhalle, Berlin                     | Sieg       | KO                           | 1      |
| 2001 | 24. November  | Marek Jesenic                                                                       | Universum-Gym, Hamburg-Wandsbek           | Sieg       | KO                           | 2/6    |
| 2002 | 26. Januar    | Marek Marusak                                                                       | Max-Schmeling-Halle, Berlin               | Sieg       | KO                           | 2/6    |
| 2002 | 6. April      | Eugenio Monteiro                                                                    | Universum-Gym, Hamburg-Wandsbek           | Sieg       | Punktsieg                    | 6/6    |
| 2002 | 29. Juni      | Ivan Vavrecan                                                                       | Marriott Hotel, Berlin                    | Sieg       | TKO                          | 3      |
| 2002 | 21. September | Lukas Konecny Internationale deutsche Halbmittelgewicht-Meisterschaft               | Bördelandhalle, Magdeburg                 | Niederlage | Technische Entscheidung      | 7/10   |
| 2002 | 21. Dezember  | Lukas Konecny Internationale deutsche Halbmittelgewicht-Meisterschaft               | Lausitz-Arena, Cottbus                    | Niederlage | TKO                          | 8/10   |
| 2003 | 25. April     | Murad Makhmudov                                                                     | Maritim Hotelgesellschaft, Magdeburg      | Sieg       | Punktsieg (mehrstimmig)      | 8/8    |
| 2003 | 6. Juli       | Gyorgy Bugyik                                                                       | Avendi Hotel, Bad Honnef                  | Sieg       | Punktsieg                    | 6/6    |
| 2003 | 6. September  | Adrian Sauca                                                                        | Uj-Szeged Sporthal, Szeged                | Sieg       | Punktsieg (einstimmig)       | 6/6    |
| 2004 | 10. Januar    | Ryszard Kraz                                                                        | Wismarer Tribunal, Wismar                 | Sieg       | TKO                          | 2/6    |
| 2004 | 2. März       | Kai Kauramaki                                                                       | Universum-Gym, Hamburg-Wandsbek           | Sieg       | KO                           | 4/8    |
| 2004 | 30. März      | Dmytro Hotrovskyy                                                                   | Saaltheater Geulen, Aachen                | Sieg       | Disqualifikation             | 6/6    |
| 2004 | 18. Mai       | Sergey Tatevosyan                                                                   | Hansehalle, Lübeck                        | Sieg       | Punktsieg (einstimmig)       | 8/8    |
| 2004 | 15. August    | Ian McLeod                                                                          | State Sports Centre, Sydney               | Sieg       | Aufgabe                      | 5/8    |
| 2005 | 18. Januar    | Alexey Chirkov                                                                      | Kugelbake-Halle, Cuxhaven                 | Sieg       | Punktsieg (einstimmig)       | 8/8    |
| 2005 | 26. März      | Francesco Pernice                                                                   | Erdgas arena, Riesa                       | Sieg       | TKO                          | 4/8    |
| 2005 | 28. Juni      | Franck Mezaache                                                                     | Kugelbake-Halle, Cuxhaven                 | Sieg       | Technische Entscheidung      | 8/10   |
| 2005 | 3. Dezember   | Gustavo Magallanes vakante IBF/WBO-Intercontinental-Mittelgewicht-Weltmeisterschaft | Bördelandhalle, Magdeburg                 | Sieg       | TKO                          | 8/12   |
| 2006 | 7. März       | Sergei Khomitsky IBF/WBO-Intercontinental-Mittelgewicht-Titelverteidigung           | Kugelbake-Halle, Cuxhaven                 | Sieg       | Punktsieg (einstimmig)       | 12/12  |
| 2006 | 19. September | Andilo Tshongolo                                                                    | Kugelbake-Halle, Cuxhaven                 | Sieg       | TKO                          | 3/10   |
| 2007 | 27. Februar   | Edison Francisco Guedes                                                             | Kugelbake-Halle, Cuxhaven                 | Sieg       | TKO                          | 6/10   |
| 2007 | 28. April     | Rafael Sosa Pintos                                                                  | König-Pilsener-Arena, Oberhausen          | Sieg       | Punktsieg (einstimmig)       | 8/8    |
| 2007 | 18. August    | Arthur Abraham IBF-Mittelgewicht-Weltmeisterschaft                                  | Max-Schmeling-Halle, Berlin               | Niederlage | KO                           | 11/12  |
| 2007 | 30. November  | Nicolas Perillo                                                                     | dm-Arena, Karlsruhe                       | Sieg       | Disqualifikation             | 7/8    |
| 2008 | 19. April     | Samir Dos Santos Barbosa                                                            | Bördelandhalle, Magdeburg                 | Sieg       | Punktsieg (einstimmig)       | 10/10  |
| 2008 | 28. November  | Amin Asikainen vakante EBU-Mittelgewicht-Europameisterschaft                        | Hartwall Arena, Helsinki                  | Sieg       | TKO                          | 7/12   |
| 2009 | 11. Juli      | Felix Sturm WBA-Mittelgewicht-Weltmeisterschaft                                     | Nürburgring, Nürburg                      | Niederlage | Punktniederlage (einstimmig) | 12/12  |
| 2010 | 9. Januar     | Jeferson Luis Goncalo                                                               | Bördelandhalle, Magdeburg                 | Sieg       | Punktsieg (einstimmig)       | 10/10  |
| 2010 | 31. Juli      | Dimitri Sartison WBA-Supermittelgewicht-Weltmeisterschaft                           | O₂ World Hamburg, Hamburg                 | Niederlage | Punktniederlage (einstimmig) | 12/12  |
| 2011 | 9. April      | Robert Stieglitz WBO-Supermittelgewicht-Weltmeisterschaft                           | Bördelandhalle, Magdeburg                 | Niederlage | Disqualifikation             | 10/12  |
| 2011 | 15. Juli      | Nikola Sjekloća WBC-International-Supermittelgewicht-Weltmeisterschaft              | EWS Arena, Göppingen                      | Niederlage | Punktniederlage (einstimmig) | 12/12  |
| 2011 | 3. Oktober    | Olegs Fedotovs                                                                      | Theater Carré, Amsterdam                  | Sieg       | TKO                          | 6/10   |
| 2011 | 10. Dezember  | Baker Barakat                                                                       | Sommerrodelbahn, Mechernich               | Niederlage | Punktniederlage              | 6/6    |
| 2012 | 5. November   | Maxim Vlasov WBC-Baltic-Supermittelgewicht-Weltmeisterschaft                        | Sports Palace Quant, Troizk               | Niederlage | Punktniederlage (einstimmig) | 10/10  |

## Sonstiges
Khoren Gevor hat mit Nenel Gevorgyan drei Kinder, zwei Söhne und eine Tochter. Beide Söhne sind ebenfalls Boxer. In seiner Freizeit beschäftigt er sich mit RC-Cars und mit CAD-Programmen. Khoren Gevor ist Stiefvater und Trainer der beiden Profiboxer Abel und Noel Gevor.
Am 23. Juni 2017 wurde Khoren Gevor vor einem Fitnessstudio in Hamburg angeschossen und am rechten Bein verletzt. Der Täter flüchtete unerkannt. Am Abend verschwand zudem der von Gevor trainierte 22-jährige Profiboxer Tunahan Keser, am 21. Juli wurde er nördlich von Hamburg erschossen aufgefunden. Einer Auswertung der Daten seines PKW zufolge lag auch bei ihm der Todeszeitpunkt am 23. Juni 2017, am späten Nachmittag. Auch diese Tat ist ungeklärt. Beide Fälle wurden gemeinsam am 28. März 2018 in der Sendereihe Aktenzeichen XY … ungelöst thematisiert.